# Rainer Trost
Rainer Trost (* 30. Oktober 1966) ist ein deutscher Opern-, Operetten-, Lied- und Oratoriensänger (Tenor).

## Leben
Rainer Trost verbrachte seine Kindheit und Jugend in Stuttgart. In seiner Heimatstadt war er viele Jahre Mitglied der Stuttgarter Hymnus-Chorknaben. Er studierte Gesang in Freiburg im Breisgau, Stuttgart und von 1987 bis 1991 an der Hochschule für Musik in München, u. a. bei Adalbert Kraus. Anschließend war der Sänger bis 1995 Ensemblemitglied des Niedersächsischen Staatstheaters Hannover.
1992 startete Trost seine internationale Karriere – vor allem mit den großen Tenor-Partien in Opern von Wolfgang Amadeus Mozart wie Tamino, Ferrando, Belmonte, Don Ottavio, Idamante und die Titelpartie in La clemenza di Tito. Er hatte Auftritte in Hamburg, Lissabon, Amsterdam, Ludwigsburg, Paris, Wien, Dresden, Genf, Berlin, Brüssel, Köln, Barcelona, New York, bei den Salzburger sowie Edinburgher Festspielen, beim Maggio Musicale in Florenz und am Royal Opera House Covent Garden in London. Außerdem sang er bei den Seefestspielen Mörbisch im August 2007 die Rolle des Grafen Balduin Zedlau in der Operette Wiener Blut von Johann Strauss sowie die Rolle des Arbace in Dieter Dorns Neuinszenierung des Idomeneo am 14. Juni 2008 zur Wiedereröffnung des Cuvilliés-Theater in München. Einen erheblichen Erfolg konnte er im Oktober 2014 als Pylade in Glucks Iphigénie en Tauride am Theater an der Wien verzeichnen.
Rainer Trost ist auch als Konzertsänger tätig. Zu seinem Repertoire gehören unter anderem Lieder von Britten, Monteverdi, Mozart, Schubert und Bach. In jüngerer Zeit übernahm er auch Partien des Charakterfachs in der Oper (Aschenbach in der Volksoper Wien) und den Part des Evangelisten Johannes im Oratorium Das Buch mit sieben Siegeln.

## Auszeichnungen
- 2013: Österreichischer Musiktheaterpreis – „Goldener Schikaneder“ in der Kategorie beste männliche Nebenrolle für seine Rolle in Glucks Telemaco am Theater an der Wien[1]

## Diskografie (Auswahl)

### DVD
- Richard Strauss: Capriccio (mit Renée Fleming und Anne Sofie von Otter)
- Franz Lehár: Der Graf von Luxemburg (mit Juliane Banse)
- Wolfgang Amadeus Mozart: Così fan tutte (mit Amanda Roocroft, Rod Gilfry und John Eliot Gardiner)

### CD
- Bach-Kantaten in Berlin. Jubal Musikverlag
- Wolfgang Amadeus Mozart: La clemenza di Tito. Deutsche Grammophon
- Wolfgang Amadeus Mozart: Don Giovanni. Deutsche Grammophon
- Wolfgang Amadeus Mozart: Così fan tutte. Deutsche Grammophon
- Franz Schubert: Die schöne Müllerin. Nightingale
- Christoph Willibald Gluck: La clemenza di Tito. Deutsche Harmonia Mundi